# Archytas z Tarentu

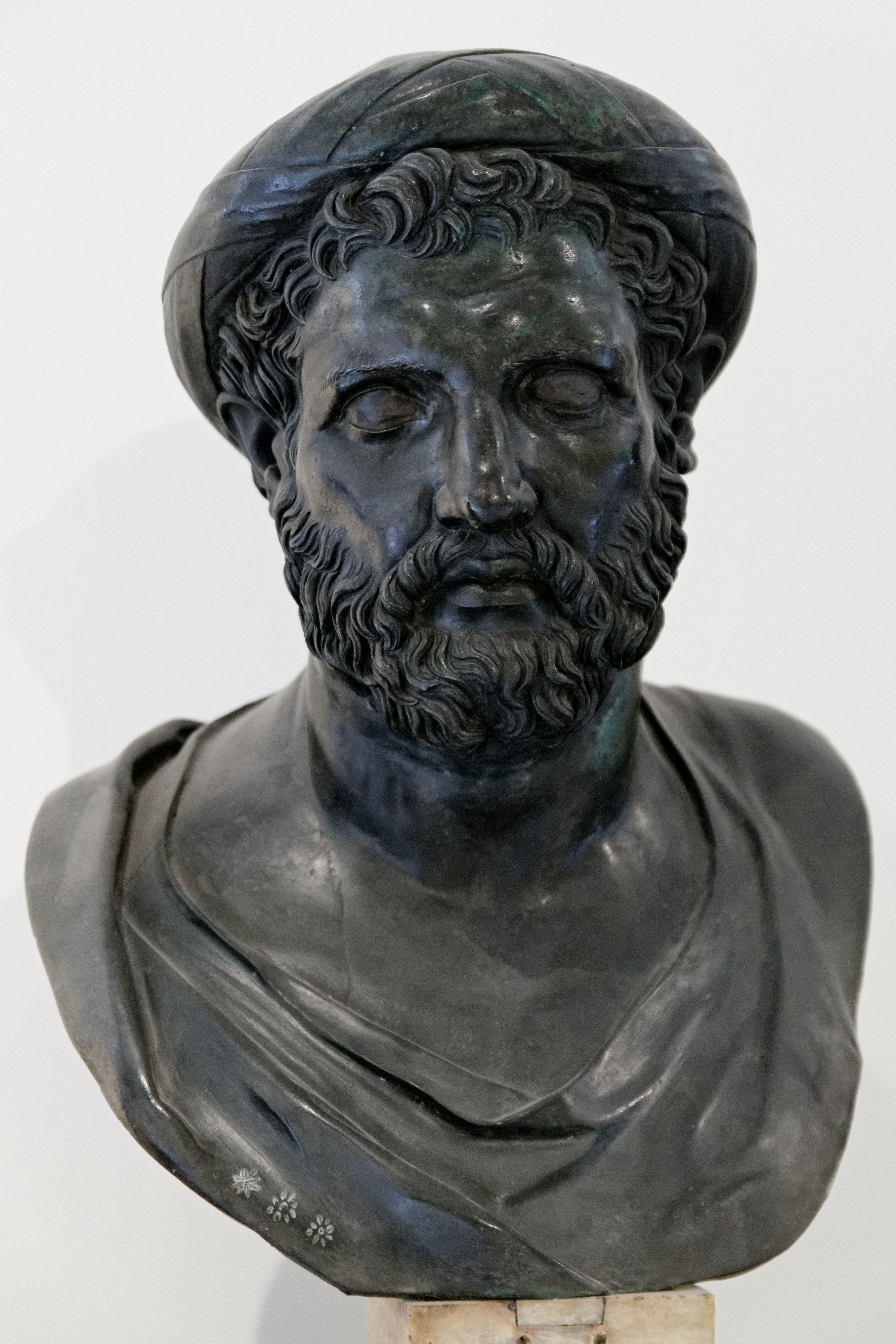

Archytas z Tarentu (gr. Αρχύτας) (ur. 428 p.n.e., zm. 347 p.n.e.) – grecki uczony: filozof, matematyk, astronom, polityk i strateg.
Archytas był pitagorejczykiem, uczniem Filolaosa, zaprzyjaźnionym z Platonem.
Odkrył właściwości liczby jeden, był znany z tego, że każdą rzecz sprowadzał do liczby.
Uznawany za twórcę mechaniki.
W Tarencie cieszył się dużym uznaniem nie tylko jako filozof i matematyk, lecz także jako polityk.
Interesował się również skończonością i nieskończonością świata, skłaniając się do poglądu, iż musi być nieskończony. Poszukiwał rozwiązania głośnego problemu podwojenia sześcianu.
Jako pierwszy miał sformułować tezę, że dźwięk powstaje przez drganie powietrza, a wysokość dźwięku zależy od częstości drgania. Dokonał obliczeń matematycznych dla greckiego systemu muzycznego.